# Centro di Ricerche Storiche di Rovigno
Il Centro di Ricerche Storiche di Rovigno (in croato Centar za povijesna istraživanja Rovinj, in sloveno Središče za zgodovinska raziskovanja Rovinj) è l'istituzione dell'Unione Italiana che si occupa delle ricerche storiche riguardanti Istria, Fiume e Dalmazia.

## Storia
Fondato il 12 febbraio 1968, dall'allora Unione degli Italiani dell’Istria e di Fiume (UIIF) oggi Unione Italiana (UI) l'associazione che rappresenta gli italiani rimasti in Istria e a Fiume dopo l'esodo giuliano-dalmata e venne scelta subito come sede un edificio nella centralissima piazza Matteotti nel centro storico di Rovigno, già dal 1971 cominciò la collaborazione con l'Università di Trieste e lo stesso anno cominciò la pubblicazione degli Atti.
Il Direttore del CRS dal 1968 al 2018 è stato il prof. Giovanni Radossi, ad oggi il direttore è il Prof. Raul Marsetic
Nell'agosto del 1981 il CRSV ebbe la prima visita ufficiale di un politico italiano, l'on. Nilde Jotti presidente della Camera dei Deputati.
Il 19 luglio 1996 il sottosegretario agli Esteri Piero Fassino accompagnato dall'ambasciatore in Croazia Francesco Olivieri visitò il CRSRV e nel 2000 il visitarono il CRSV gli onorevoli Carlo Giovanardi e Alfonso Pecoraro Scanio.
Il 10 ottobre 2001 durante la sua visita istituzionale in Croazia il Presidente della Repubblica Carlo Azeglio Ciampi visitò il CRSRVinsieme al presidente croato Stjepan Mesić in occasione del restauro del Centro avvenuto grazie anche a contributi del governo italiano.
Al compimento del quarantesimo anniversario della fondazione il CRSR aveva pubblicato 215 volumi e nella biblioteca del CRSRV erano presenti 950 periodici, 430 giornali e 60.000 libri.
Il 24 gennaio 2016 ha ricevuto la visita del sottosegretario italiano agli Esteri Benedetto Della Vedova accompagnato dall'Ambasciatore d'Italia in Croazia Adriano Chiodi Cianfarani, dal Console generale d'Italia a Fiume e dal presidente e dal segretario generale dell'Università di Trieste, Fabrizio Somma e Alessandro Rossit.

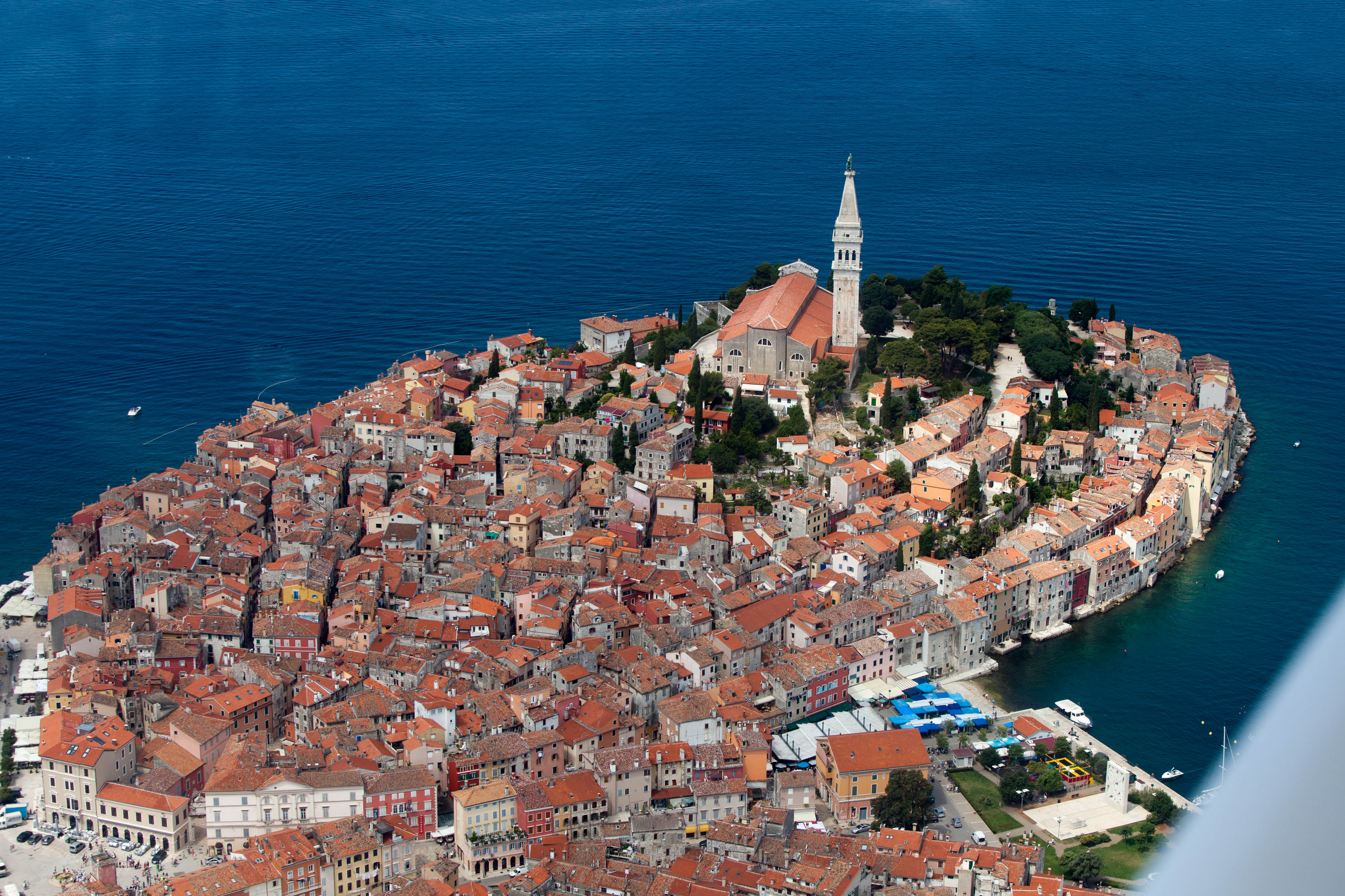
Rovigno, sede del Centro di ricerche storiche Rovigno.

Nel 2022 ha ricevuto 1,1 milioni di kune (pari a circa 146.000 euro) dal Consiglio per le minoranze nazionali della Croazia.